# Kalošević (Teslić)
Pour les articles homonymes, voir Kalošević.
Kalošević (en cyrillique : Калошевић) est un village de Bosnie-Herzégovine. Il est situé dans la municipalité de Tesanj et dans la fédération de Bosnie-et-Herzégovine. Selon les premiers résultats du recensement bosnien de 2013, il compte 27 habitants.
Avant la guerre de Bosnie-Herzégovine, le village fait entièrement partie de la municipalité de Tešanj

## Démographie

### Répartition de la population par nationalités (1991)
En 1991, le village comptait 1 091 habitants, répartis de la manière suivante :

### Communauté locale
En 1991, la communauté locale de Kalošević comptait 2 207 habitants, répartis de la manière suivante :